# Couronnement d'Édouard VII et d'Alexandra de Danemark
Le couronnement d'Édouard VII et de son épouse Alexandra en tant que roi et reine du Royaume-Uni et des dominions britanniques a eu lieu à l'abbaye de Westminster, à Londres, le 9 août 1902. Initialement prévue le 26 juin de la même année, la cérémonie avait été reportée à très court préavis, car le roi avait été malade d'un abcès abdominal nécessitant une intervention chirurgicale immédiate.

## Les préparatifs
Le couronnement de la reine Victoria, mère et prédécesseur d'Édouard VII, en 1838, avait été un événement inouï et quelque peu terne dans l'Abbaye, bien que la nouvelle procession de rue et les célébrations à travers le pays aient été un grand succès populaire. Le succès des jubilés d'or et de diamant de Victoria avait créé l'espoir que le couronnement d'Edward serait l'expression du statut de la nation en tant que grande puissance impériale. En décembre 1901, un comité exécutif de couronnement a été formé, dont le principal membre, le vicomte Esher, a travaillé en étroite collaboration avec le roi pour établir l'ordre du jour de l'événement. Esher avait été responsable de l'organisation du jubilé de diamant en 1897 et était l'un des moteurs de l'enthousiasme renouvelé pour le cérémonial royal. Le poste de directeur de la musique a été confié à Sir Frederick Bridge, organiste et chef de chœur à l'abbaye de Westminster; le premier organiste de l'abbaye depuis Henry Purcell à se voir attribuer ce rôle. Bridge avait réussi à transformer la qualité de la musique à l'Abbaye et avait dirigé la musique au Golden Jubilee, pour lequel il avait été nommé membre de l'Ordre royal de Victoria.

## Maladie et report
Au moment de son accession, Édouard, 59 ans, était en surpoids et aimait les gros repas et les cigares. Il s'est lancé dans son nouveau rôle, mais ses premiers mois occupés sur le trône ont été troublés par une succession de maladies et de blessures. Le 23 juin, trois jours avant la date fixée pour le couronnement, Edward et son épouse, Alexandra de Danemark, sont revenus du château de Windsor au palais de Buckingham en préparation. Les journalistes étrangers ont noté qu'il semblait "usé et pâle" et s'appuyait lourdement sur sa canne. Ce soir-là, le roi et la reine ont organisé un dîner officiel pour soixante-dix invités royaux britanniques et étrangers.
Le lendemain à midi, un télégramme marqué de l'expression "OFFICIEL" a été envoyé autour de l'Empire, annonçant que le couronnement était reporté et que le roi subissait une opération. Peu de temps après, un bulletin a été publié par l'équipe médicale d'Édouard, déclarant que «le roi souffre de pérityphlite. La situation de samedi était si satisfaisante que l'on espérait que sa Majesté pourrait passer avec précaution les cérémonies du couronnement. Lundi soir, une recrudescence s'est manifestée, rendant nécessaire une opération chirurgicale aujourd'hui". Il a été contresigné, entre autres, par Lord Lister et Sir Frederick Treves  qui ont en fait effectué l'opération sur une table dans la salle de musique du palais de Buckingham, pour drainer son kyste abdominal.
Le 26 juin lui-même, un "service solennel d'intercession" a eu lieu à la cathédrale Saint-Paul, à laquelle ont assisté de nombreux dignitaires britanniques et étrangers qui se trouvaient à Londres pour le couronnement. Bien que les ouvriers aient immédiatement reçu des instructions pour commencer à démonter les stands en bois qui avaient été érigés le long du parcours de la procession, Édouard VII insistait pour que les célébrations régionales et un "dîner de couronnement pour les pauvres de Londres" aient lieu. Organisé par Sir Thomas Lipton, 500 000 dîners ont été servis aux Londoniens le 5 juillet dans 800 endroits de la capitale. Le roi a personnellement contribué 30 000 £ au coût  et il y a eu des dons de sociétés commerciales et de particuliers fortunés. La confiserie Rowntree's a fourni à chaque restaurant une boîte de chocolat et une meilleure pour les 60 000 personnes qui avaient agi en qualité de stadiers, au motif qu'ils "auraient plus d'influence sociale que les pauvres".
Beaucoup de gens avaient l'intention de regarder la procession du couronnement, et des chambres le long de l'itinéraire prévu avaient été louées à des tarifs élevés pour le jour prévu du couronnement. Le report du couronnement a conduit à de nombreuses demandes de remboursement sur les contrats de location, ce qui a donné lieu aux "Coronation cases", qui ont créé un précédent important dans la doctrine de la frustration de but dans la common law anglaise du contrat.

## Le service

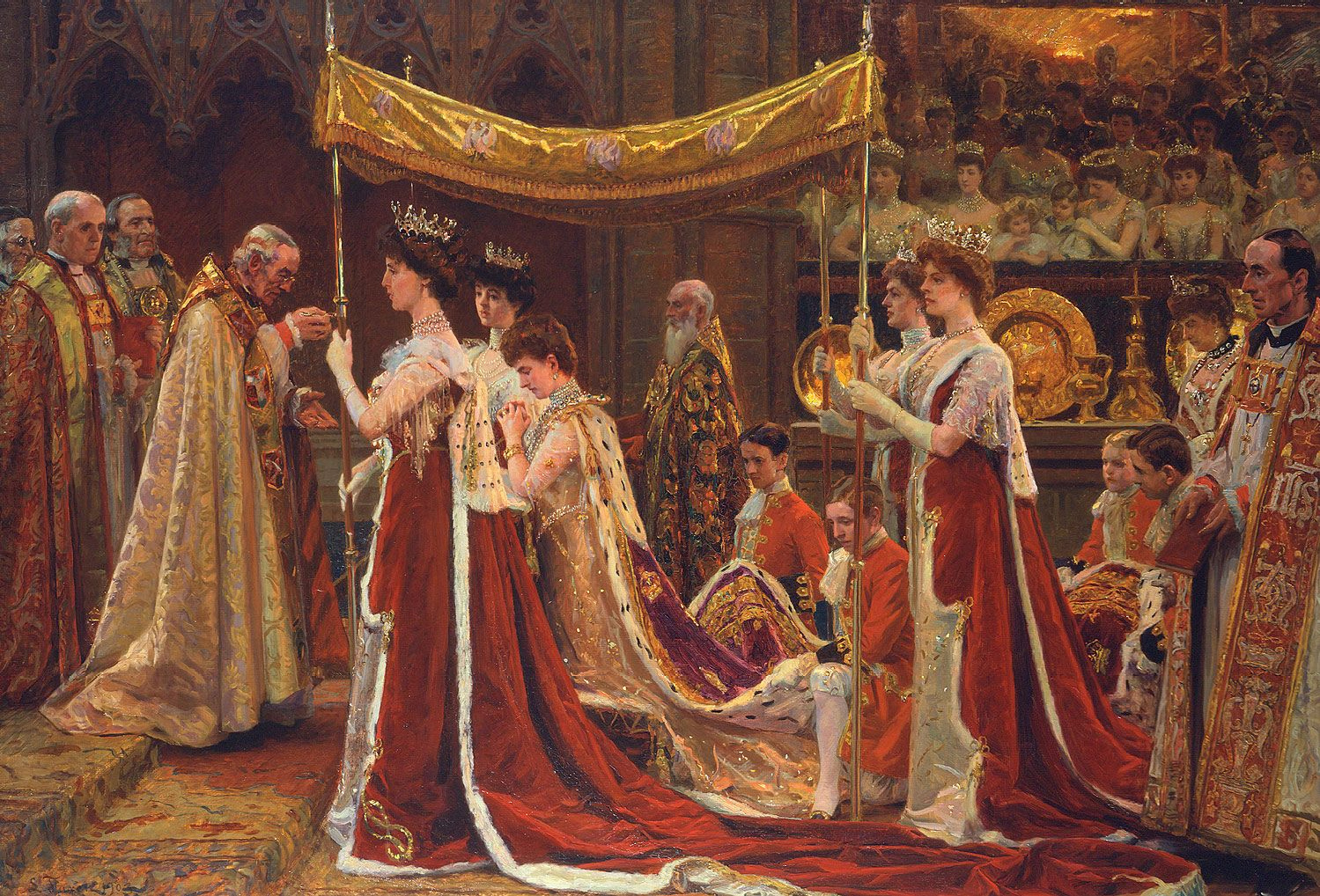
L'onction de la reine Alexandra

Un effet involontaire du report a été le départ des délégations étrangères; ils ne sont pas revenus pour la cérémonie reprogrammée, laissant leur pays représenté par leurs ambassadeurs. Cela a fait du couronnement "une célébration nationale de la race britannique unie par l'influence de la couronne impériale" selon JEC Bodley, l'historien officiel de l'événement. Parmi les 8 000 invités de l'Abbaye figuraient les premiers ministres des dominions britanniques, trente et un dirigeants des États princiers indiens, le sultan de Perak et le Litunga de Barotseland. Le Times a déclaré avec enthousiasme que "le roi Édouard est le premier de nos rois à assister à son couronnement par un groupe illustre d'hommes d'État de nos colonies autonomes, car il est le premier à être accompagné d'un certain nombre des grands princes féodaux de l'Inde. Ils sont tenus de préserver le tissu de la politique britannique et de la civilisation britannique." 

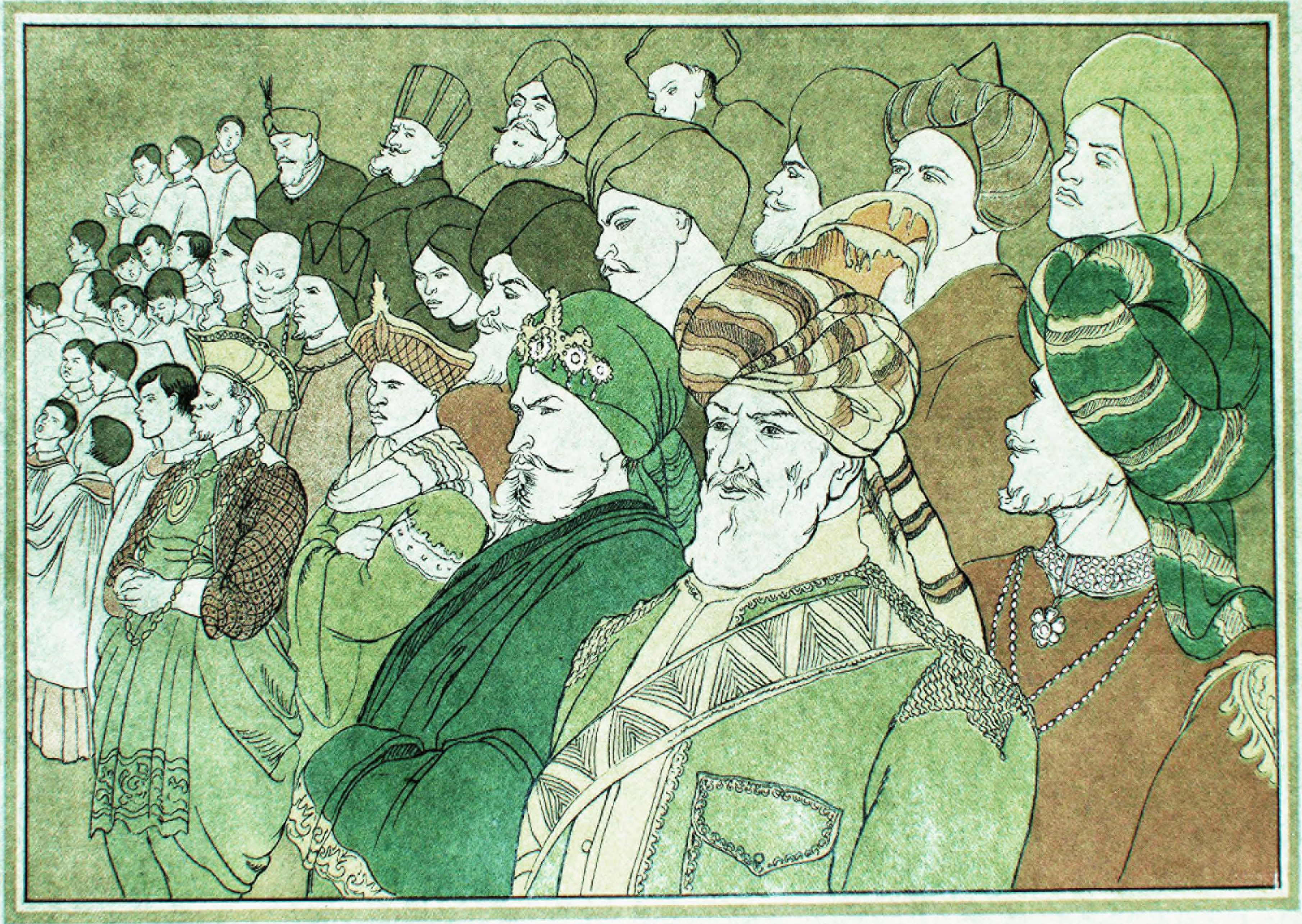
Une impression par Edith Harwood (1866-1926) des princes coloniaux au couronnement d'Edward, du Masque des Edwards d'Angleterre publié en 1902

Le contenu du service lui-même a été soigneusement sélectionné pour garantir le maintien de son caractère spirituel, tout en gardant la cérémonie aussi brève que possible. Le projet était principalement l'œuvre de Randall Davidson, l'évêque de Winchester.
Le service était dirigé par l'archevêque âgé et infirme de Canterbury, Frederick Temple, qui serait décédé avant la fin de l'année. Il a fermement refusé de déléguer une partie de ses fonctions et a dû être soutenu tout au long de deux autres évêques. En raison de sa vision défaillante, le texte du service a dû être imprimé en caractères gigantesques sur des rouleaux de papier appelés «rouleaux rapides»; ils sont conservés dans la bibliothèque du palais de Lambeth. L'archevêque Temple a fourni la plupart des bouleversements lors d'une cérémonie par ailleurs splendide; il était incapable de se lever après s'être mis à genoux pour rendre hommage et a dû être aidé par le roi lui - même et plusieurs évêques, il a placé le dos à l'avant couronne sur la tête du roi, et quand un collègue enquis de son bien - être, on lui a dit de "partir!" d'une voix forte qui a été clairement entendue par la congrégation. Le roi a également dévié de l'ordre de service; lorsque le prince de Galles a touché la Couronne et embrassé la joue gauche de son père dans le geste traditionnel d'hommage, le roi s'est levé et a passé ses bras autour du cou de son fils dans une affection inhabituelle. Une autre perturbation est venue de la sœur du roi, la princesse Béatrice, qui a bruyamment, bien qu'accidentellement, déposé son livre de services de la galerie royale sur une table en plaqué or.

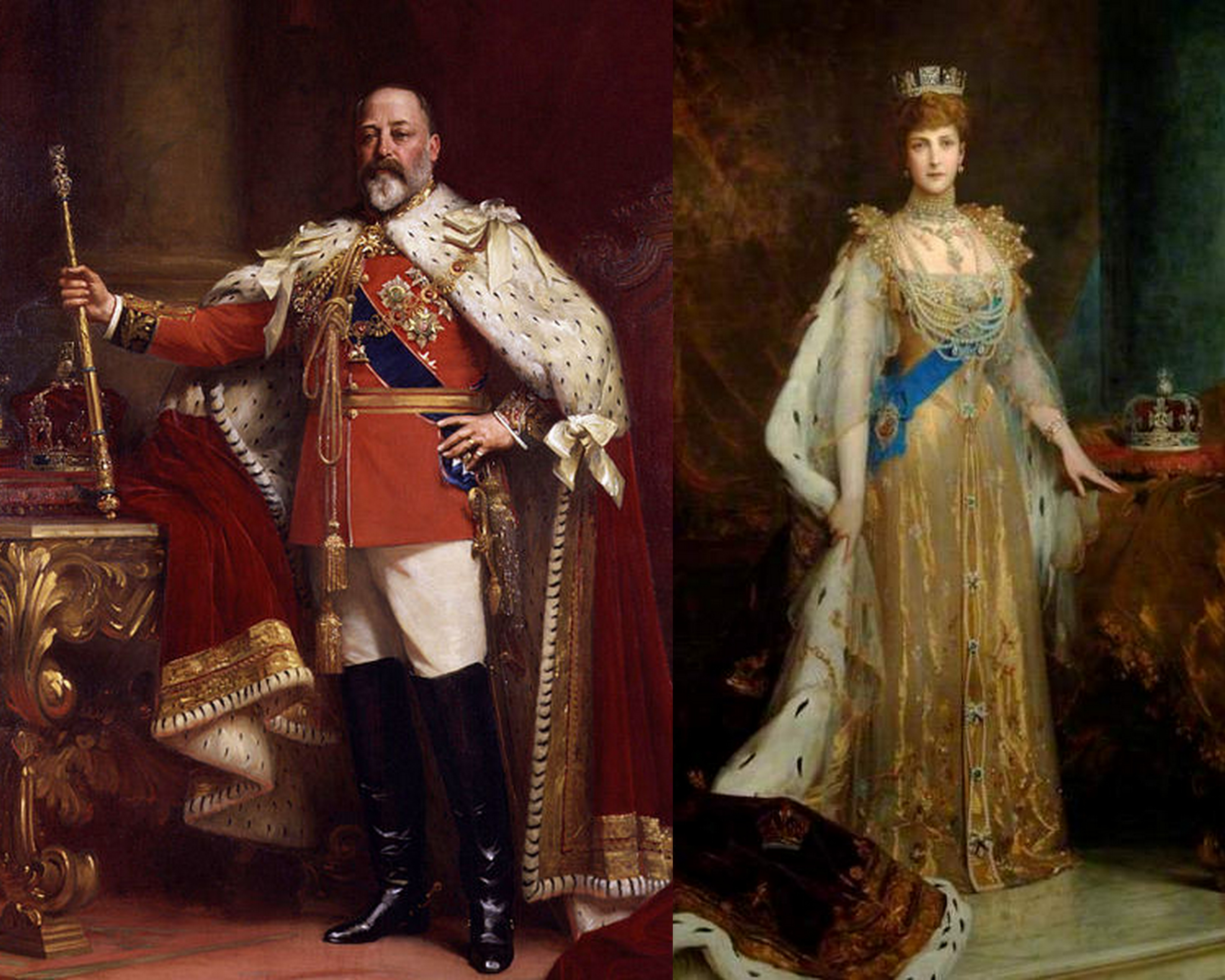
Édouard VII et Alexandra de Danemark en habits de couronnement, par Luke Fildes.

Parce qu'il était encore en convalescence, Édouard avait été couronné de la couronne impériale d'État au lieu de la couronne de St Edward prévue qui est plus lourde. Alexandra a été couronnée immédiatement après son mari  par William Dalrymple Maclagan, archevêque de York. Elle a été couronnée d' une nouvelle couronne contenant le diamant Koh-i-Noor .

### La musique
En recevant sa commande en tant que directeur de la musique, il était clair pour Frederick Bridge que le couronnement avait besoin d'une musique d'une majesté et d'une grandeur suffisantes pour rendre l'événement inégalé dans l'histoire. Il était assisté de Sir Walter Parratt, le maître de la musique du roi, qui avait à la cour l'influence qui manquait à Bridge. Bridge a décidé de faire du couronnement une célébration de quatre cents ans de musique anglaise. Des arrangements des textes du couronnement composés par Thomas Tallis, Orlando Gibbons et Henry Purcell ont été inclus aux côtés d'œuvres de compositeurs modernes tels qu'Arthur Sullivan, Charles Villiers Stanford, Camille Saint-Saëns et John Stainer. Parmi les nouveaux travaux commandés à cette occasion, mentionnons le décor du Psaume 122 d' Hubert Parry, « J'étais content », qui incorporait habilement l'acclamation traditionnelle de «Vivat Rex» par les King's Scholars of Westminster School à l'entrée du souverain. Il a été utilisé à chaque couronnement depuis.
La musique était interprétée par un chœur de 430 personnes, un orchestre de 65 musiciens et 10 trompettistes d'État. Au couronnement de 1838, l'organiste avait tenté de jouer de l'instrument et de diriger en même temps, de sorte qu'aucune fonction n'était satisfaisante. Bridge a non seulement délégué l'orgue à Walter Alcock, mais a également utilisé deux sous-conducteurs, et a en outre alterné avec Parratt pour diriger depuis le haut de l'écran d'orgue. La seule véritable erreur musicale était que Bridge avait mal évalué le moment de I Was Glad et avait terminé l'hymne avant l'arrivée du roi, devant le répéter au bon moment. Bridge a été sauvé par l'organiste, qui a improvisé entre-temps.

## Procession

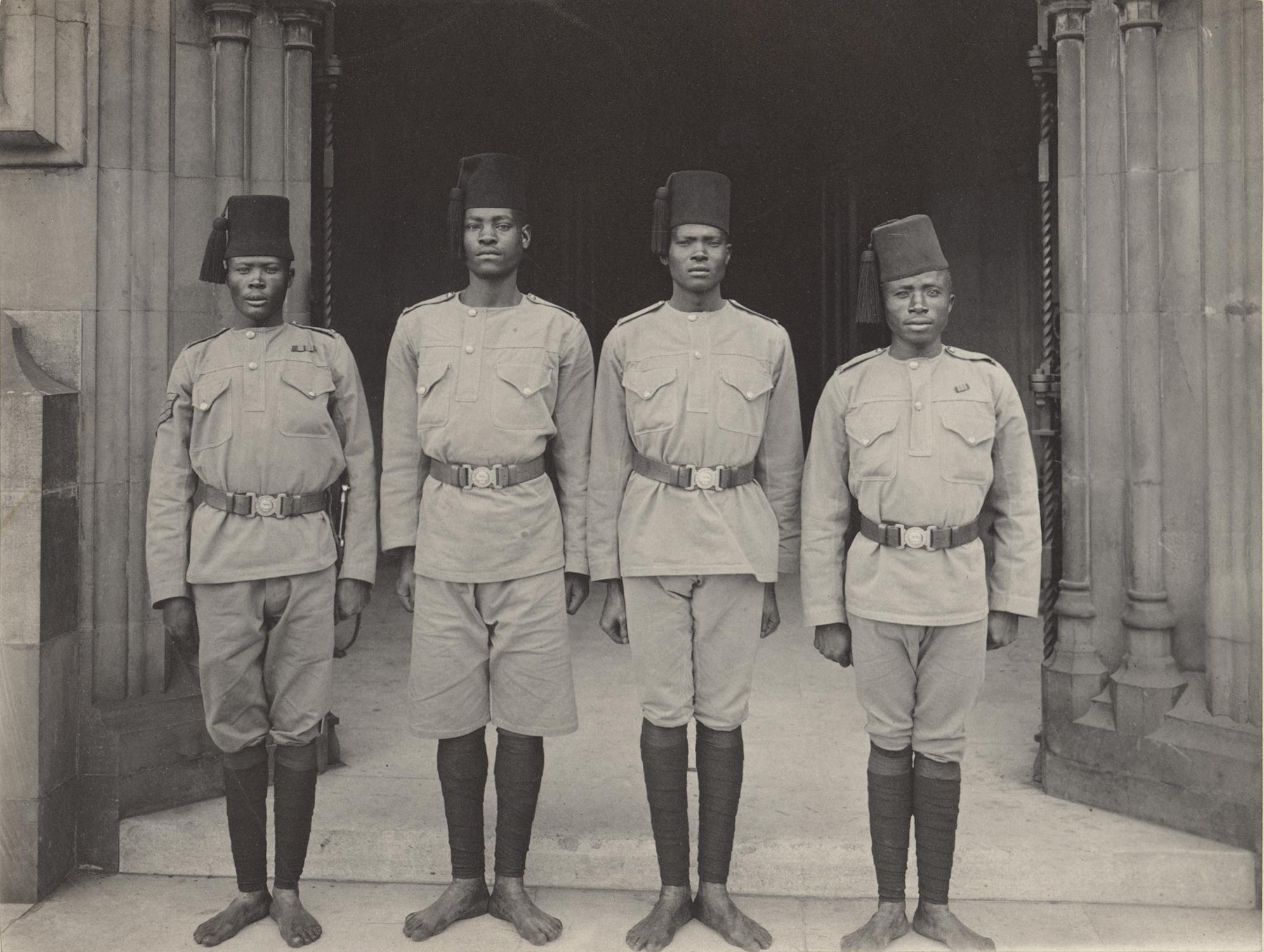
Un contingent des King's African Rifles, photographié par John Benjamin Stone

La procession d'État devait à l'origine comprendre des contingents militaires d'Allemagne, d'Autriche-Hongrie, du Danemark, de Russie et du Portugal. Cependant, après le report, ceux-ci sont rentrés chez eux, laissant au défilé une affaire entièrement britannique et impériale. Sur un total de 30 000 hommes marchant ou bordant la route, plus de 2 000 étaient des représentants des forces coloniales, du Dominion ou des Indiens. Le reste représentait tous les corps et régiments de l'armée britannique, de la Royal Navy et des Royal Marines. Une procession de voitures transportait des dignitaires britanniques et étrangers et était suivie par les écuyer du roi, des aides de camp et d'éminents commandants, dont Lord Kitchener, Lord Roberts et Lord Wolseley.

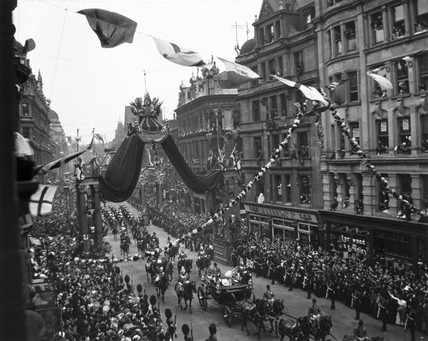
La procession dans l'État traverse les rues de Londres

Une deuxième procession, qui avait été prévue le lendemain du service de couronnement pour visiter la ville de Londres et Southwark, a été reportée au 25 octobre en raison de la santé du roi.

## Examen du couronnement de la flotte

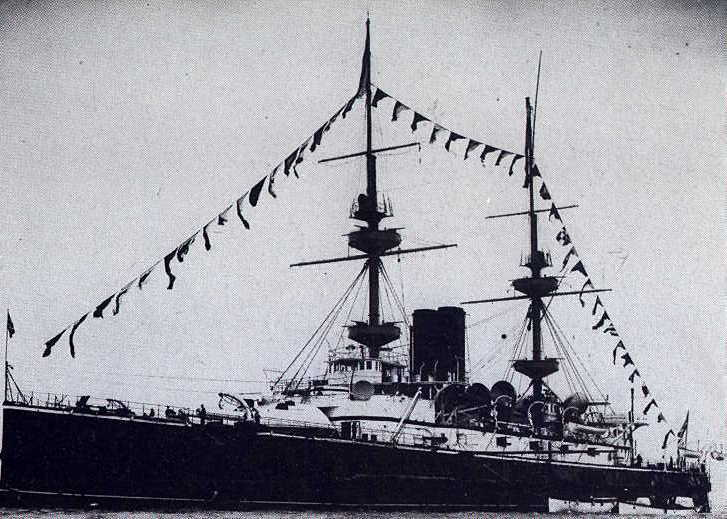
Le cuirassé HMS Mars habillé en général lors de la revue Coronation Fleet

Mis à part la procession reportée, le dernier événement de couronnement a été l'examen de la flotte le 16 août à Spithead au large de Portsmouth. Sans ramener un seul navire de guerre de n'importe quelle station outre-mer, la Royal Navy a réussi à rassembler 20 cuirassés, 24 croiseurs et 47 destroyers. Un certain nombre de navires de guerre étrangers ont été invités à participer. On estime à 100 000 le nombre de spectateurs observés depuis le rivage ou par les bateaux à vapeur de plaisance et les petits bateaux en mer. Bien qu'il y ait eu pas moins de dix-sept revues de flotte pendant le règne de Victoria, ce fut le premier à être associé à un couronnement.
Le matin de la revue, le roi avait une audience à bord du yacht royal avec trois commandants boers ; Louis Botha, Christiaan de Wet et Koos de la Rey. Cela est remarquable car le traité de Vereeniging mettant fin à la deuxième guerre des Boers amèrement combattue n'avait été conclu que le 31 mai de cette année. Le lendemain, le roi était assez bien pour regarder les exercices de la flotte en mer.

## Invités royaux

### Famille royale britannique
- Le prince et la princesse de Galles, fils et belle-fille du roi et de la reine
  - Le prince Édouard de Galles, petit-fils du roi et de la reine
  - Le prince Albert de Galles, petit-fils du roi et de la reine
- La duchesse et le duc de Fife, fille et gendre du roi et de la reine
  - Lady Alexandra Duff, petite-fille du roi et de la reine
- La princesse Victoria, fille du roi et de la reine
- La princesse Maud et le prince Charles de Danemark, fille et gendre du roi et de la reine
- La princesse Helena et le prince Christian de Schleswig-Holstein, sœur et beau-frère du roi
  - Le prince Albert de Schleswig-Holstein, neveu du roi
  - La princesse Hélène-Victoria de Schleswig-Holstein-Sonderbourg-Augustenbourg, nièce du roi
  - La princesse Marie-Louise de Schleswig-Holstein, nièce du roi
- La duchesse et le duc d'Argyll, sœur et beau-frère du roi
- Le duc et la duchesse de Connaught et Strathearn, frère et belle-sœur du roi
  - La princesse Margaret de Connaught, nièce du roi
  - Le prince Arthur de Connaught, neveu du roi
  - La princesse Patricia de Connaught, nièce du roi
- La duchesse d'Albany, belle-sœur du roi
  - La princesse Alice d'Albany, nièce du roi
- La princesse Béatrice, sœur du roi
  - Le prince Alexandre de Battenberg, neveu du roi
  - La princesse Victoire-Eugénie de Battenberg, nièce du roi
  - Le prince Léopold de Battenberg, neveu du roi
  - Le prince Maurice de Battenberg, neveu du roi
- La princesse héritière et prince héritier de Roumanie, nièce du roi et son époux (représentant le roi de Roumanie)
- La princesse Victoria de Hesse-Darmstadt, nièce du roi
  - La princesse Alice de Battenberg, petite-nièce du roi
- La princesse Frédérique de Hanovre, cousine germaine du roi
- Le duc de Cambridge, cousin germain de la mère du roi
  - Adolphus FitzGeorge, cousin au deuxième degré du roi
  - Augustus FitzGeorge, cousin au deuxième degré du roi
- La grande-duchesse de Mecklembourg-Strelitz, cousine germaine du roi (représentant le grand-duc de Mecklembourg-Strelitz) 
  - Le grand-duc héréditaire de Mecklembourg-Strelitz, cousin germain du roi
- Le comte Edward Gleichen, demi-cousin germain du roi
- Le comte de Munster, le cousin germain du roi

### Personnalités royales étrangères
- Le grand-duc de Hesse et par Rhin, neveu du roi
- Le prince Henri de Prusse et la princesse Irène de Hesse-Darmstadt, neveu et nièce du roi (représentant l'empereur allemand)
- Le prince héritier de Danemark, frère de la reine (représentant le roi de Danemark)
- Le duc et la duchesse de Sparte, neveu de la reine et nièce du roi (représentant le roi des Hellènes)
- Le prince Georges de Grèce, neveu de la reine
- Le prince André de Grèce, neveu de la reine
- Ganga Singh, Maharaja de Bikaner
- Nripendra Narayan, Maharaja de Cooch Behar
- Pratap Singh, Maharaja d'Idar
- Madho Rao Scindia, Maharaja de Gwalior[29]
- Le prince Vajiravudh, prince héritier du Siam (représentant le roi du Siam)

## Voir également
- Liste des couronnements britanniques
- Le couronnement d'Édouard VII, un film reconstituant la cérémonie
- Médaille du couronnement du roi Édouard VII
- Médaille du couronnement de la police du roi Édouard VII